# It (1927)
It is een stomme film uit 1927 onder regie van Clarence G. Badger. De film is geïnspireerd op het boek van Elinor Glyn. De titel It is een eufemisme voor erotische aantrekkingskracht. De film kende succes en wordt beschouwd als een van de beste films van hoofdrolspeelster Clara Bow.

## Verhaal
Betty Lou is verkoopster en verliefd op Cyrus Waltham Jr., de zoon van de eigenaar van de winkel waarin ze werkt. Hij merkt haar echter niet op. Om zijn aandacht te trekken, regelt ze een etentje in een duur restaurant met Cyrus' beste vriend Monty. Ook Cyrus zal op dat etentje aanwezig zijn. Alles lijkt goed te gaan, totdat een verslaggever haar onterecht een ongehuwde moeder noemt.

## Rolverdeling
| Acteur              | Personage          |
| ------------------- | ------------------ |
| Clara Bow           | Betty Lou Spence   |
| Antonio Moreno      | Cyrus Waltham Jr.  |
| William Austin      | Monty Montgomery   |
| Priscilla Bonner    | Molly              |
| Jacqueline Gadsden  | Adela Van Norman   |
| Julia Swayne Gordon | mevrouw Van Norman |
| Gary Cooper         | verslaggever       |
| Lloyd Corrigan      | liftjongen         |

## Achtergrond
De film is het resultaat van een samenwerking tussen Glyn en Paramount, bewerkstelligd door Ben Schulberg, de manager van Clara Bow. Bow was toen op het hoogtepunt van haar roem en was het toonbeeld van een flapper, de moderne jonge vrouw. Paramount kocht de rechten op het boek van Glyn en de populaire Britse schrijfster verklaarde in het openbaar dat Bow de "it-girl" was (het meisje met seksuele aantrekkingskracht). Glyn trad ook op in de film als zichzelf tijdens de scène in het Ritz, waarin ze een beschrijving geeft van wat "it" is: Selfconfidence and indifference as to whether you are pleasing or not – and something in you that gives the impression that you are not all cold ("Zelfvertrouwen en onverschilligheid over de vraag of je voor anderen al of niet aantrekkelijk bent – en iets in jou dat de indruk wekt dat je niet helemaal koud bent").
Door het succes van It volgden nog twee films die een samenwerking waren tussen actrice Bow, regisseur Badger en schrijfster Glyn: Red Hair (1927) en Three Weekends (1928). Van deze films bestaan alleen nog fragmenten, geen volledige kopieën.